# Rimer Cardillo
Rimer Cardillo (Montevideo, 17 de agosto de 1944) es un artista visual, escultor y grabador uruguayo de extensa trayectoria internacional residente en los Estados Unidos desde 1979.

## Biografía
Graduado de la Escuela Nacional de Bellas Artes de Uruguay en 1968, realizó estudios de posgrado en Alemania en la Escuela de Arte y Arquitectura Weissenssee de Berlín y en la Escuela de Arte Gráfico de Leipzig entre 1969 y 1971. 

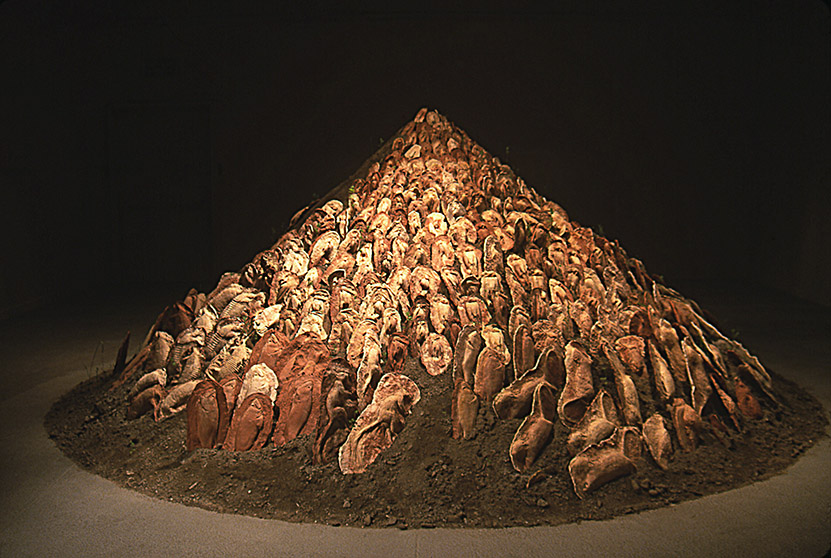
Cupí degli Uccelli, pabellón de Uruguay en la Bienal de Venecia, 2001.

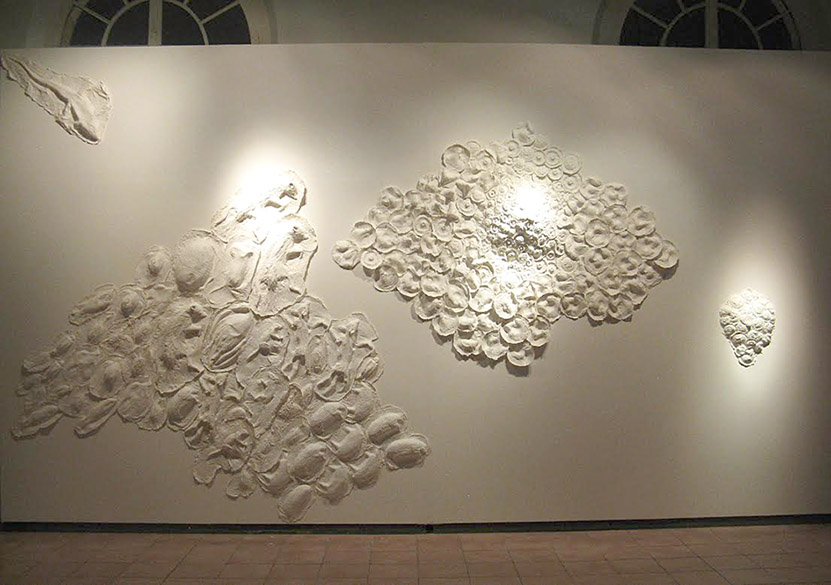
Anacahuita, la pimienta de los pobres. Instalación. Museo de Arte Contemporáneo MACAY, México. 2014.

La labor docente ha estado presente en su carrera artística desde la década de 1970 en el Club de Grabado de Montevideo y diversos talleres en Uruguay y Estados Unidos, fue maestro de artistas que han logrado desarrollar una sólida trayectoria personal como Gladys Afamado, Margaret Whyte y Marco Maggi, entre otros. Realiza anualmente talleres de formación en técnicas gráficas en Montevideo, así como curaduría de exposiciones en Uruguay y el exterior, en la búsqueda de revalorizar el grabado como disciplina creativa y plataforma de expresión contemporánea de las nuevas generaciones de artistas de su país.
Es profesor titular de la Universidad Estatal de Nueva York en New Paltz, donde tiene a su cargo la dirección del departamento de artes gráficas.
En 1997 le fue otorgada la Beca Guggenheim. En 2001 representó a Uruguay en la Bienal de Venecia. En 2002 recibió el Premio Figari en reconocimiento a su trayectoria. En 2004 fue galardonado con el Chacelor's Award y el Premio a la Investigación Artística y Científica.
Expuso en el Binghamton University Art Museum (2013), Medieval Trinitarian Templespace del Museo Kiscell, Budapest, Hungría (2010), entre otros destacados museos y galerías en diversos países. 
En 2003 fue invitado por la Tate Modern de Londres a dar una conferrncia y presentar un video sobre sus creaciones. En 2004 el Museo de Arte Samuel Dorsky de SUNY New Paltz organizó la primera retrospectiva de la obra de Cardillo. En 2011 el Nassau County Museum of Art de Long Island realizó la exposición retrospectiva "Jornadas de la memoria", que incluyó obras realizadas por el artista a lo largo de cuatro décadas.

## Obra
Ha desarrollado una variada serie de trabajos que incluyen grabados, esculturas e instalaciones, donde el estudio de la naturaleza y la preservación de su impronta ha estado siempre presente. 
Sus esculturas e instalaciones evocan sitios arqueológicos que revalorizan el imaginario prehispánico del territorio uruguayo con representaciones estético - simbólicas de montículos funerarios que permiten recrear la memoria colectiva, así como el regreso metafórico del artista a su tierra natal. Su fascinación por lo primigenio también se ve reflejada en gran parte de su obra gráfica, así como una arqueología de la vida natural en la transferencia de formas de animales y plantas que similan fósiles realizadas en metal, cerámica o papel, que refuerzan la idea de permanencia de la cultura más allá de la vida y apuntan a la huella intensa de lo ancestral y a la recuperación del pasado.
Su obra integra numerosas colecciones públicas y privadas, entre ellas, Instituto de Arte de Chicago, Biblioteca Nacional de Francia, Museo de Arte de Cincinnati, Instituto Nacional de Bellas Artes de México, Museo de Arte Contemporáneo Sofía Imber y Museo de Bellas Artes de Caracas, Museo de Arte Moderno de Nueva York, Museo de las Américas de Washington, Allen Memorial Art Museum, Oberlin College, Ohio y Museo Nacional de Artes Visuales de Montevideo, en cuyo jardín fue emplazada en 2005 su escultura Barca de la crucifixión (1991).

## Exposiciones
- 2018 Del Río de la Plata al valle del río Hudson, muestra retrospectiva en Museo Nacional de Artes Visuales, Montevideo, Uruguay.
- 2016 A Journey to Ombú Bellaumbra, Art Museum of the Americas, Washington D. C.
- 2014 Quiet Cruelties Prints, Binghamton University Art Museum.
- 2012 Fractal Landscape, Galería Chace-Randall, Nueva York.
- 2011 Jornadas de la Memoria, Nassau County Museum of Art, Roslyn Harbor, Nueva York.
- 2010 Cupí, Templespace of Kiscell Museum, Budapest, Hungría.
- 2008 Galería Del Paseo, Manantiales, Uruguay
- 2004 Retrospectiva, Samuel Dorsky Museum of Art, SUNY New Paltz
- 2002 Selección de obras (1979-1989), Museo Nacional de Artes Visuales, Montevideo, Uruguay.
- 2001 Cupí degli Uccelli, Bienal de Venecia, Italia.

### Instalaciones permanentes
- Museo de Arte Precolombino e Indígena, Montevideo, Uruguay
- Museum Underwater, Sardinia, Italia.
- Fundación Atchugarry, Maldonado, Uruguay
- La Loggia Art Foundation, Quianty, Florencia, Italia.
- Cultura y medioambiente, mural de porcelana, SUNY New Paltz.
- Charrúas and Montes Criollos, Colección Engelman-Ost, Montevideo, Uruguay.
- Barca de la Crucifixión, Museo Nacional de Artes Visuales, Montevideo, Uruguay.[7]